# Grüntangente Nord
Die Grüntangente Nord ist ein Verbund von Grünflächen in den Stadtteilen Schreventeich, Damperhof und Brunswik der schleswig-holsteinischen Landeshauptstadt Kiel.
Sie verbindet auf einer Länge von 1,5 Kilometern den Schrevenpark mit dem Alten Botanischen Garten. Der Weg führt über den Lessingplatz, den Rosemarie-Kilian-Park, die Grünfläche zwischen Holtenauer Straße und Koldingstraße, auf dem Harro-Schulze-Boysen-Weg vorbei am Gayk-Wäldchen an der Gerhardstraße in den Pastor-Husfeldt-Park an der Feldstraße, bevor der Schwesterngang über das Gelände des Universitätsklinikums Schleswig-Holstein und der Schwanenweg die Verbindung vervollständigen. Neben der Erholungsfunktion „übernimmt der gesamte Grünzug als Bestandteil des Velorouten-Systems die Funktion einer übergeordneten Fahrradwegeverbindung“.

## Geschichte
Die Grüntangente Nord wurde bereits seit 1947 geplant und war ein Hauptelement beim Wiederaufbau Kiels nach dem Zweiten Weltkrieg. Der Planung von Freiflächen wurde ein besonderer Stellenwert eingeräumt, um großflächige Erholungsräume in der durch Luftangriffen zerstörten Stadt zu schaffen. Der damalige Grünflächen-Gliederungsplan stand unter dem Leitbild „die gegliederte und aufgelockerte Stadt“. Ab 1990 wurde die Grüntangente Nord in mehreren Bauabschnitten neu gestaltet. Der Pastor-Husfeldt-Park mit einem grünen Trittstein zur Anbindung an das Klinikgelände auf der anderen Seite der Feldstraße wurde als letzter Bauabschnitt in den Jahren 1997 bis 2000 vollendet.

## Ökologie
Der ökologische Wert der Gesamtanlage ist „durch das noch geringe Alter des Baumbestandes aus heimischen und exotischen Bäumen, das enge Wegenetz sowie die großflächigen Rasen- und Ziergehölzflächen gering bis mittel.“